# Mentque-Nortbécourt
Mentque-Nortbécourt es una comuna francesa situada en el departamento de Paso de Calais, en la región de Alta Francia.

## Demografía
| 452 | 450 | 404 | 426 | 446 | 449 | 653 |
| Para los censos de 1962 a 1999 la población legal corresponde a la población sin duplicidades (Fuente: INSEE [Consultar]) |     |     |     |     |     |     |